# پت بیسلی
آلبرت "پت" بیسلی (به انگلیسی: Albert "Pat" Beasley) (زادهٔ ۱۶ ژوئیهٔ ۱۹۱۳) بازیکن فوتبال اهل کشور انگلستان بود که سابقهٔ بازی در تیم ملی فوتبال انگلستان را در کارنامهٔ خود دارد. وی در تاریخ ۱۵ آوریل ۱۹۳۹ تنها بازی ملی خود را در مقابل تیم ملی فوتبال اسکاتلند انجام داد.
این بازیکن توانسته در این بازی ملی، ۱ گل به ثمر برساند.